# Elecciones al Parlamento Europeo de 1996 (Finlandia)
En las elecciones al Parlamento Europeo de 1996 en Finlandia, celebradas en junio, se escogió a los 16 representantes de dicho país para la cuarta legislatura del Parlamento Europeo. Tras su reciente incorporación a la Unión Europea, es la primera participación de Finlandia en unos comicios europeos, celebrados de forma intercalada en medio de una legislatura.

## Resultados
| Datos de participación | Datos de participación | Datos de participación |
| ---------------------- | ---------------------- | ---------------------- |
| Censo electoral        | 4.108.703              | 100%                   |
| Votantes               | 2.366.504              | 57,6                   |
| Abstención             | 1.742.199              | 42,4                   |
| A candidatura          | 2.249.411              |                        |

| ← Elecciones al Parlamento Europeo de 1996 → |         |       |         |
| Partido                                      | Votos   | %     | Escaños |
| Partido del Centro (KESK)                    | 548.041 | 24,36 | 4       |
| Partido Socialdemócrata de Finlandia (SDP)   | 482.577 | 21,45 | 4       |
| Coalición Nacional (KOK)                     | 453.729 | 20,17 | 4       |
| Alianza de la Izquierda (VAS)                | 236.490 | 10,51 | 2       |
| Liga Verde (VIHR)                            | 170.670 | 7,59  | 1       |
| Partido Popular Sueco (SFP)                  | 129.425 | 5,75  | 1       |
| Nuorsuomalaiset (NUORS)                      | 68.134  | 3,03  | 0       |
| Liga Cristiana de Finlandia (SKL)            | 63.279  | 2,81  | 0       |
| Otros                                        | 97.066  | 4,3   | 0       |